# Wszeliwy
Wszeliwy [fʂɛˈlivɨ] est un village polonais de la gmina d'Iłów dans le powiat de Sochaczew et dans la voïvodie de Mazovie.
Il se situe à environ 7 kilomètres au sud-ouest d'Iłów, à 21 kilomètres au nord-ouest de Sochaczew et à 72 kilomètres à l'ouest de Varsovie.